# Lohfeld (Bad Honnef)

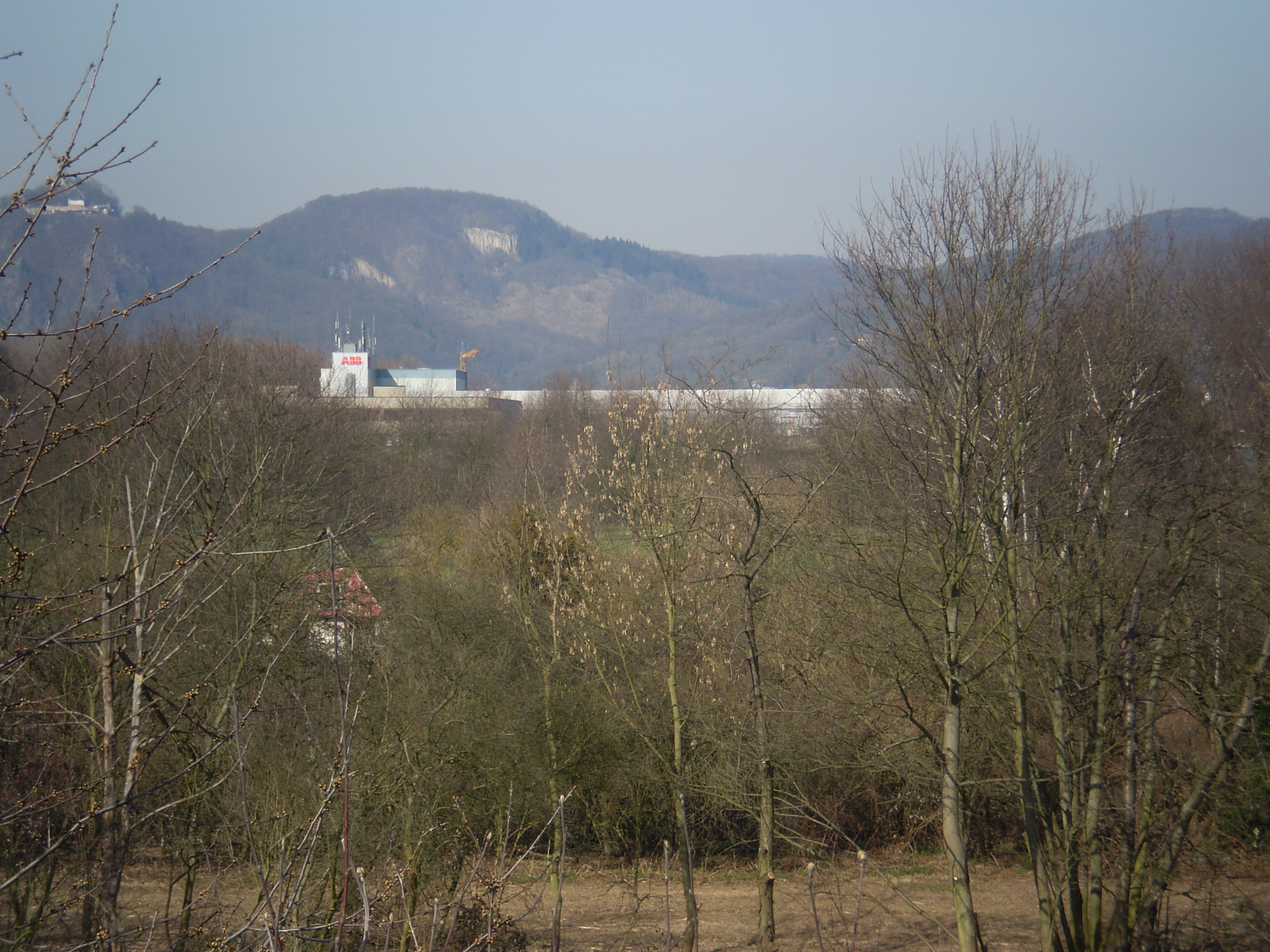
Blick über das Lohfeld zum Industriegebiet

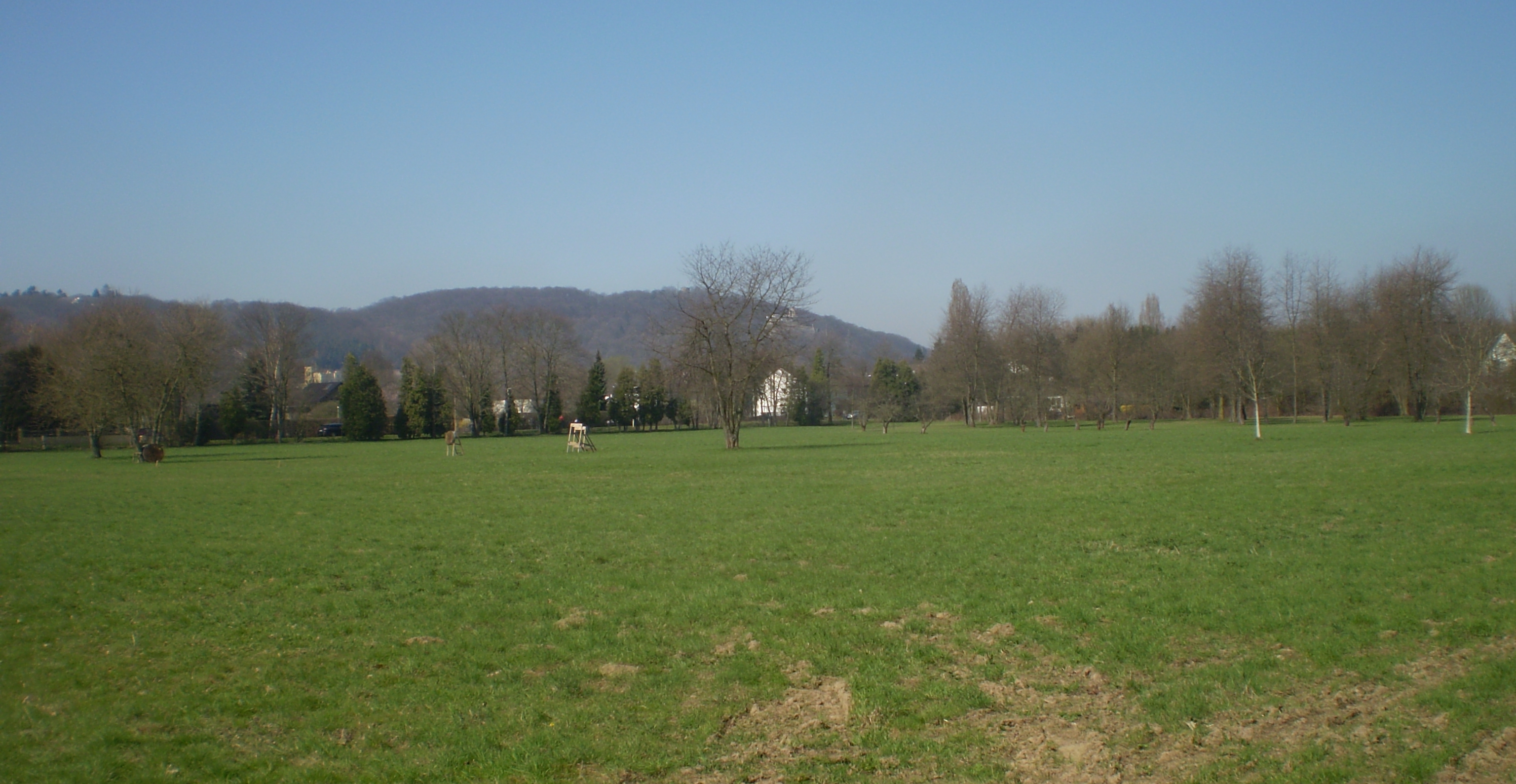
Das Lohfeld im Süden des Ortsteils

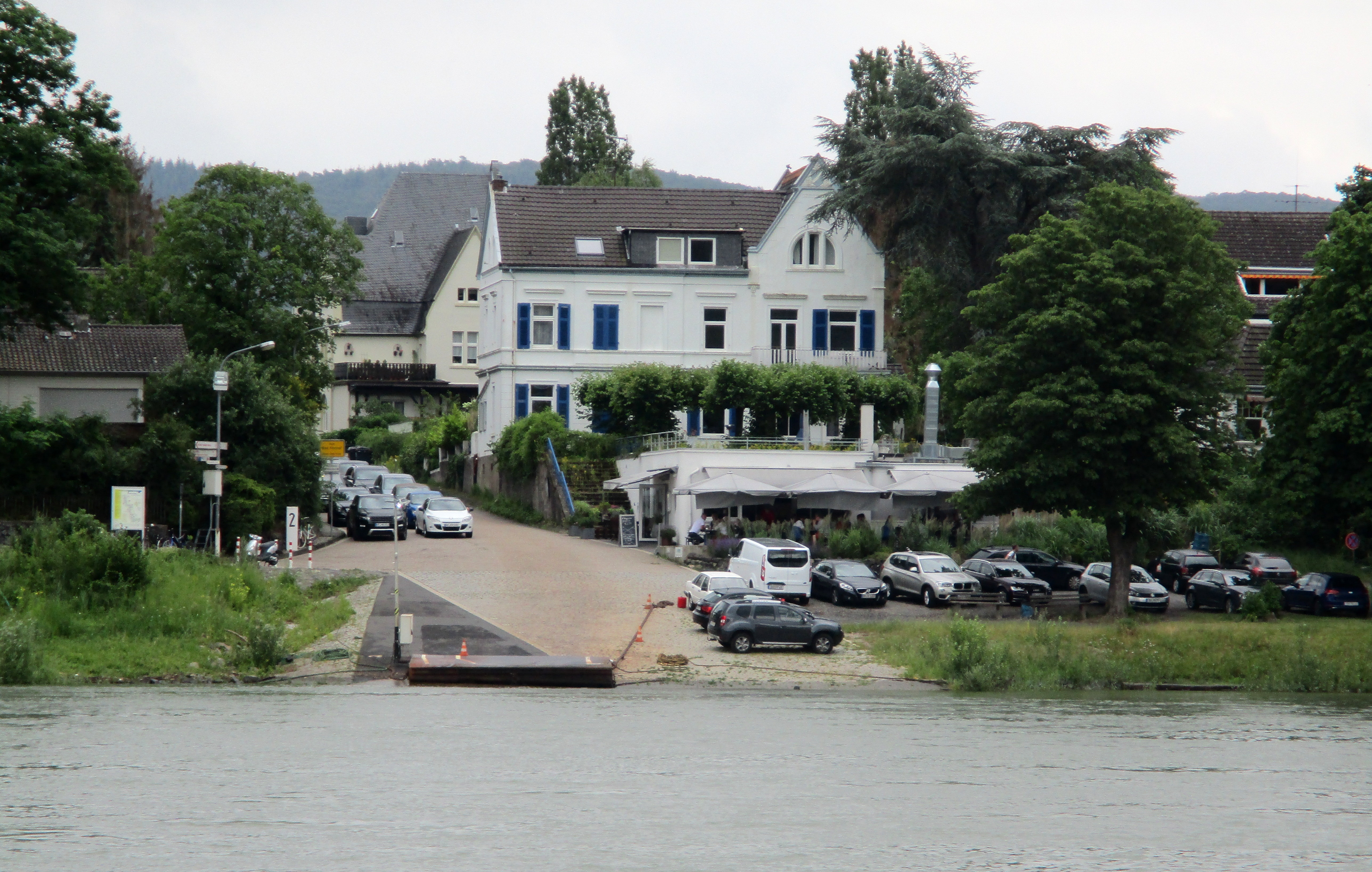
Lohfelderfähre

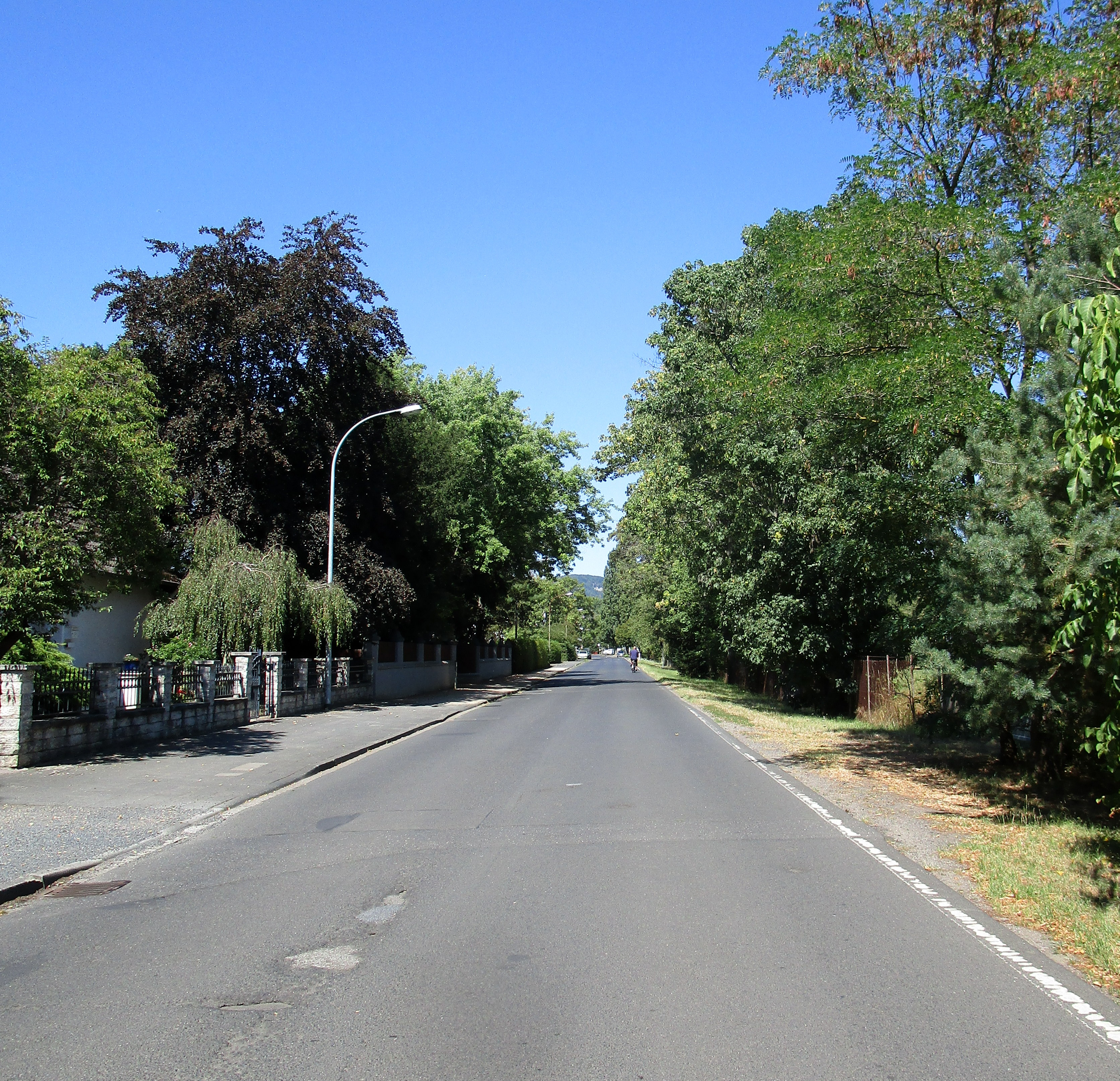
Lohfelder Straße

Lohfeld (auch das Lohfeld) ist ein Ortsteil der Stadt Bad Honnef im nordrhein-westfälischen Rhein-Sieg-Kreis. Er befindet sich am Rhein im äußeren Südwesten des Stadtgebiets.
Das Lohfeld reicht von der Rolandsmühle im Süden am Grenzbach Honnefer Graben, der hier in den Rhein mündet und gleichzeitig die Grenze zur Ortsgemeinde Rheinbreitbach und damit zu Rheinland-Pfalz bildet, bis auf Höhe der Insel Grafenwerth im Norden. Es liegt auf dem westlichsten Ausläufer des breitflächigen Honnefer Schuttkegels, in dem Grundwasser aus dem Gebirge zum Rhein hinabströmt. Die Wohnbebauung erstreckt sich größtenteils rheinseitig entlang der zentralen Verbindungsachse der Lohfelder Straße (Kreisstraße 26). Frei stehende und bis an den Rhein heranreichende Einzelhäuser mit großen Grundstücksflächen bestimmen das Gebiet bis zum nördlichen Abschnitt, der von einer 1963/64 entstandenen Reihenhaus-Siedlung dominiert wird. Inmitten Lohfelds liegt westlich der Bahnstrecke ein den Ortsteil prägendes Industrie- und Gewerbegebiet. ABB und die Bad Honnef AG, zwei für die Stadt bedeutende Unternehmen, haben dort ebenso wie einstmals Birkenstock ihren Sitz. 
Zum Süden hin wird das Lohfeld von einer ehemaligen Obstbaum-Plantage, heute unbebautem Grünland, abgeschlossen, das den Kern eines bis nach Rheinbreitbach reichenden Trinkwasserschutzgebiets bildet. Im äußeren Süden des Lohfelds liegt der Uhlhof, ehemaliger Standort der Akademie für Internationale Zusammenarbeit. Am Rhein befinden sich außerdem mit der Burg Arntz das ehemalige Landhaus des Forschungsreisenden Emil Arntz sowie ein als Ersatz für den 1889 in Betrieb genommenen Vorgängerbau 1964/65 neu erbautes Wasserwerk und seit März 1981 eine Wasserkontrollstation des Landes Nordrhein-Westfalen, die die Wasserqualität des Flusses nach Überschreitung der nahgelegenen Landesgrenze messen soll. Weiter nördlich setzt bei Stromkilometer 640 eine Rheinfähre nach Rolandseck über, die auf eine frühere Gierseilfähre zurückgeht. Der Fährplatz trägt auch die historische Bezeichnung Lohfelderfähre, 1885 zählte er neun Einwohner.
Der Ortsname Lohfeld geht auf Flurnamen zurück, die die Bezeichnung Aufm Lohfeld bzw. Unten auf Lohfeld trugen. Eine frühe urkundliche Erwähnung des Ortes erfolgte 1343 als loyfeld (= „niedriges Holz, Gebüsch, Hain, Wald“), 1643 folgte eine Erwähnung als luffeltzien („Lohfeld-Sey“). Schon im Jahre 1302 war hingegen der sogenannte Lohfelder Weiher als  piscina lovelt genannt worden. Dieses Gewässer, das bereits im Jahre 1652 nur noch an Überresten zu erkennen war, hatte eine längliche Form und im Süden eine Verbindung zu den noch bestehenden Weihern des Rheinbreitbacher Maars. Sich parallel zum Rhein erstreckend, reichte er im Norden bis auf die Höhe des südlichen Stadtzentrums. Der Lohfelder Weiher war sehr wahrscheinlich Überbleibsel eines früheren Rheinarms. In etwa ab dem 13. Jahrhundert war das Lohfeld Standort der Richtstätte von Honnef bzw. des Amtes Löwenburg, die eine Größe von dreiviertel Morgen hatte und spätestens 1788 aufgegeben wurde. Der im 16. Jahrhundert entstandene Land(wehr)graben an der Grenze vom Herzogtum Berg im Norden zum Kurfürstentum Köln im Süden wurde im Bereich des Lohfelds früher durch Gräben, Zäune und Hecken gesichert.